# الحاسة السادسة (مسلسل)
الحاسة السادسة مسلسل سعودي، من إخراج عامر الحمود، وتأليف ليلى الهلالي.

## الممثلون
- خالد سامي.
- سعاد علي.
- محمد العلي.
- بكر الشدي
- فضيلة المبشر.
- إبراهيم الحساوي.
- مرزوق الغامدي.
- زينب العسكري.
- ماجد العبيد.
- سمير الناصر.
- بشير الغنيم.
- شيرين حطاب.
- محمد العيسى.
- راشد الشمراني.
- عبد العزيز الحماد.
- علي الشهابي.
- أحمد العبيد.
- مريم الغامدي.
- عبد الله المزيني.
- سعد خضر.
- جعفر الغريب.
- يوسف الجراح.
- علي المدفع.
- فاطمة عبد الرحيم.
- طاهر بخش.
- خالد الصالح.
- زياد الخالدي
- فيصل العلي
- يوسف اليوسف
- محفوظ المنسف
- إبراهيم بن هندي.
- سلطان الدبل.[1]